# 우에키의 법칙
우에키의 법칙(일본어: うえきの法則)은 후쿠치 츠바사의 만화로 애니메이션으로도 제작되었다.
만화는 주간 소년 선데이에서 2001년 34호에서 2004년 46호까지 연재되었고, 속편인 '우에키의 법칙+'가, 2005년 19호부터 2007년 29호까지 같은 잡지로 연재되었다. 연재가 끝난 후, 2005년 4월 4일부터 2006년 3월 27일까지 TV 도쿄에서 애니메이션으로 방영되었다. 대한민국에서는 2006년부터 '배틀짱'이라는 이름으로 투니버스에서 방송되었다.